# Cornfield Bomber

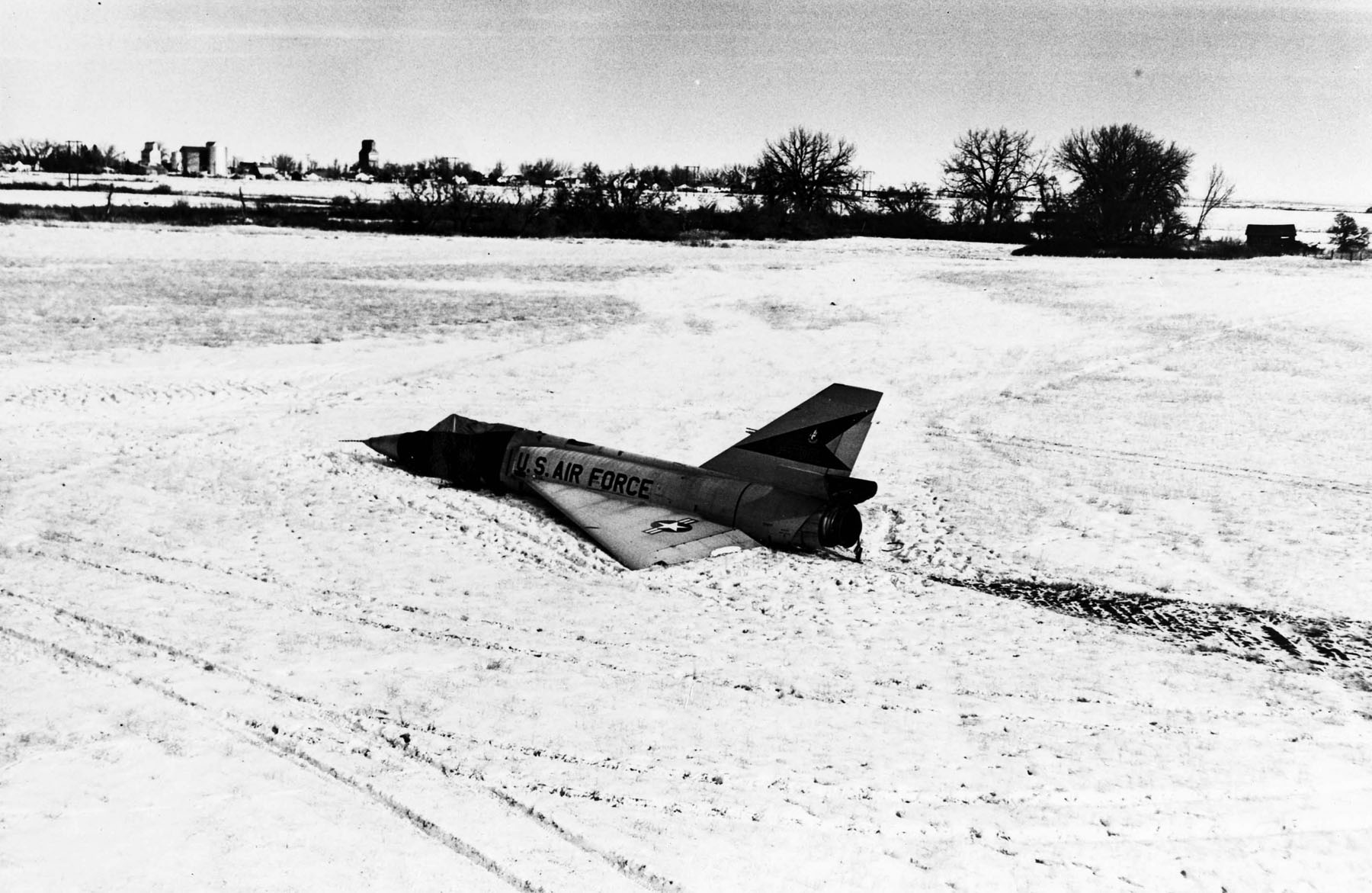
58-0787 у полі.

Cornfield Bomber (дослівно «бомбардувальник з кукурудзяного поля») — прізвисько, яке отримав винищувач-перехоплювач Convair F-106 Delta Dart з серійним номером 58-0787, що входив до складу 71-ї ескадрильї винищувачів-перехоплювачів ВПС США. У 1970 році цей літак «самостійно» приземлився на фермерське поле у Монтані після того, як пілот катапультувався під час аварії.
Літак отримав лише незначні ушкодження, його відремонтували та повернули до експлуатації. У наші дні він виставлений у Національному музеї ВПС США на авіабазі Райт-Паттерсон поблизу міста Дейтон (Огайо).
Слід зазначити, що його прізвисько, яке часто перекладають як «кукурудзяний бомбардувальник», є помилковим: літак не був бомбардувальником, а поле, в яке він приземлився, було пшеничним, а не кукурудзяним (втім, англ. «corn» значить у широкому сенсі не тільки «кукурудза», а і «злаки» взагалі).

## Історія

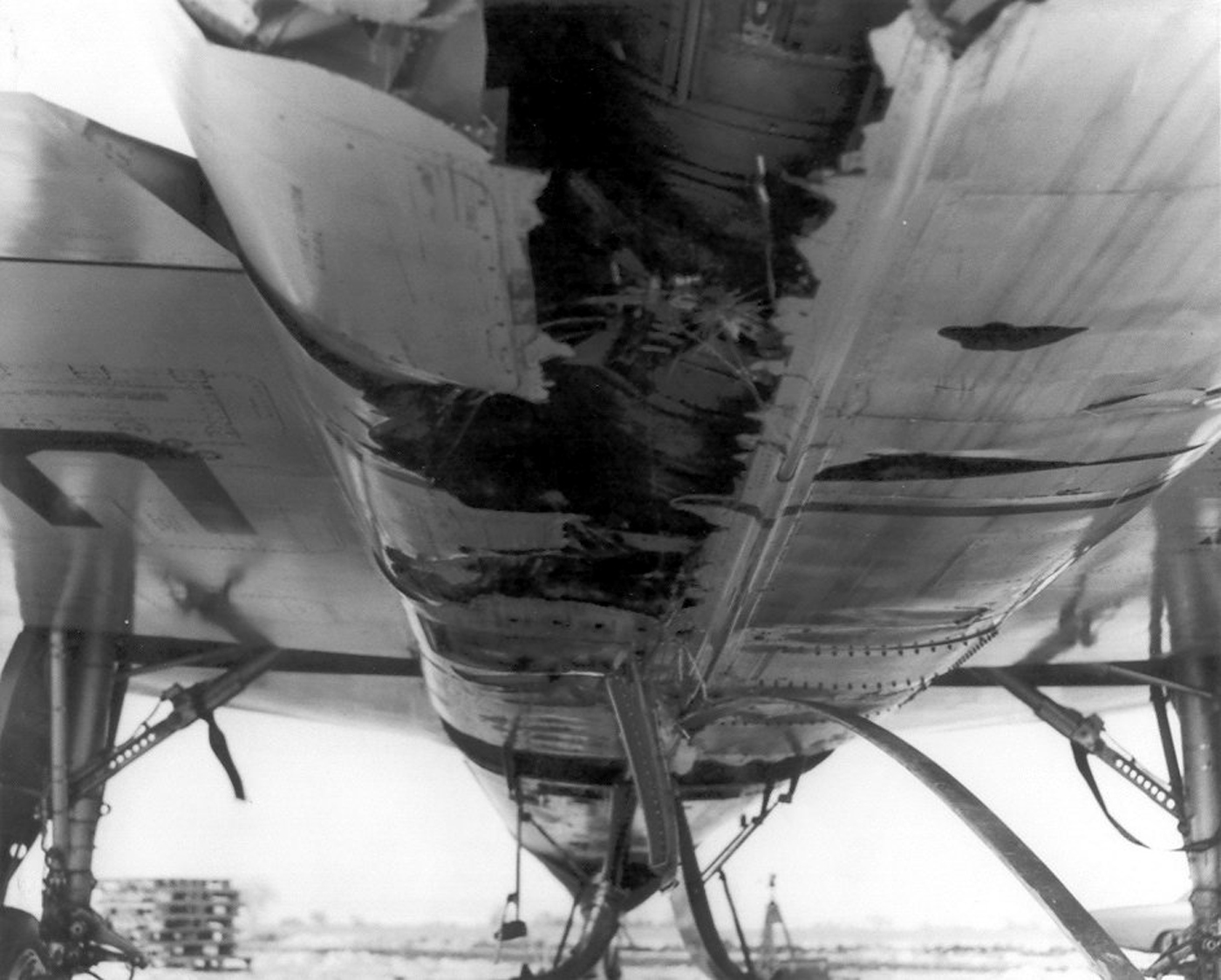
Пошкодження черевної частини 58-0787 після того, як він приземлився на фюзеляж і проїхав близько 400 м по полю.

Літак був виготовлений авіабудівною компанією Convair у 1958 році. Він перебував у складі 71-ї ескадрильї винищувачів-перехоплювачів, що базувалася на базі ВПС Мальмстром поблизу Грейт-Фолс (Монтана).
2 лютого 1970 року під час планового навчально-тренувального польоту з проведенням бойового маневрування літак увійшов у плаский штопор. Пілот, старший лейтенант Гері Фауст, намагаючись виправити ситуацію, задіяв гальмівний парашут літака як останній засіб. Коли парашут вийшов з ладу, Фауст на висоті 4 600 м катапультувався.
Завдяки зменшенню ваги, різкій зміні центру інерції внаслідок видалення пілота і віддачі від вильоту катапультного крісла літак вийшов зі штопора. Один з пілотів, що брали участь у навчаннях, жартома повідомив по радіо Фаусту, який ще спускався на парашуті: «можеш повертатися назад!» Фауста занесло в гори поблизу, де його врятували місцеві жителі на снігоходах. Літак же поступово втратив висоту та приземлився на засніженому фермерському полі поблизу Біг-Сенді (Монтана).
Незабаром після цього на місце аварії прибули місцеві жителі з шерифом. Двигун все ще працював, і літак повільно повзав по полю зі втягнутими шасі. Шериф зв'язався з авіабазою, звідки йому звеліли просто дочекатися, поки в літаку закінчиться пальне, що й сталося через 1 годину 45 хвилин без подальших інцидентів. На місце події прибула евакуаційна бригада з авіабази Макклеллан, яка зняла з літака крила, після чого він був транспортований залізницею.
Пошкодження літака були мінімальними; один з офіцерів евакуаційної бригади заявив, що якби пошкоджень було ще трохи менше, на цьому літаку можна було б просто злетіти безпосередньо з поля.

## Після аварії

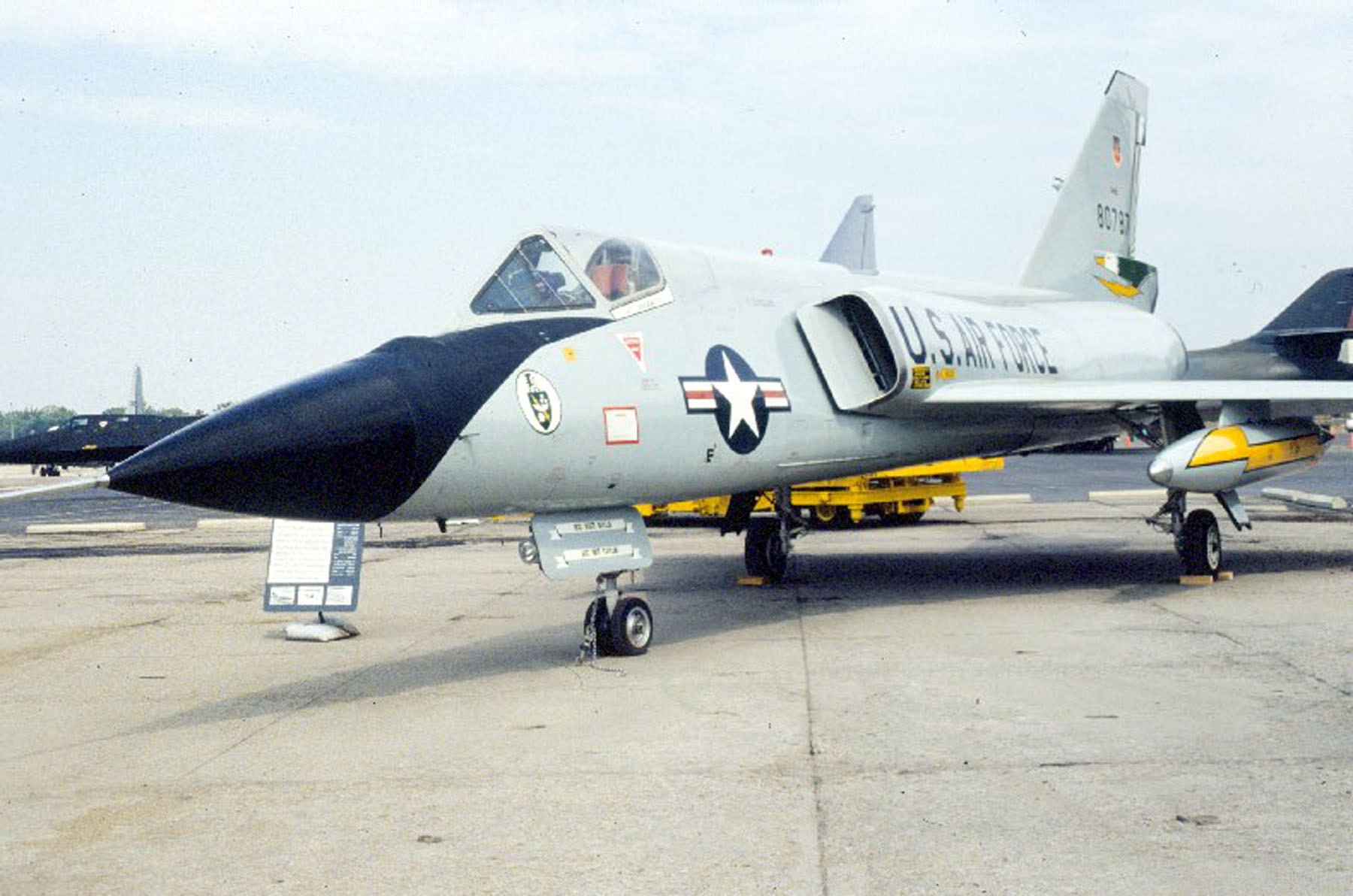
58-0787 у музеї, 2005 рік.

Літак успішно відремонтували та повернули до експлуатації у складі 49-ї ескадрильї винищувачів-перехоплювачів, останнього підрозділу ВПС США, який використовував F-106.Гері Фауст знову літав на цьому літаку в 1979 році під час тренувань на авіабазі Тиндалл. У серпні 1986 року після виводу з експлуатації літак був виставлений у Національному музею ВПС Сполучених Штатів, де станом на 2024 рік і знаходиться.